# Бондаренко Петро Кузьмич
Петро Кузьмич Бондаре́нко (нар. 12 вересня 1915, Чернянка — пом. 21 червня 1992, Луганськ) — український живописець; член Спілки радянських художників України.

## Біографія
Народився 30 серпня [12 вересня] 1915 року в слобідці Чернянці (нині селище міського типу Бєлгородської області, Росія). Протягом 1935–1939 років навчався у Ленінградському художньому училищі (викладачі Микола Янкін, Микола Тирса, Василь Берінгер, Герасим Ефрос). Брав участь у німецько-радянській війні. Нагороджений орденом Вітчизняної війни ІІ ступеня (6 квітня 1985).
Жив у місті Луганську, в будинку на вулиці Якубовського, 71. Помер в Луганську 21 червня 1992 року.

## Творчість
Працював в галузі станкового та монументально-декоративного живопису. Серед робіт:
картини
- «Дослідник надр Донбасу Л. Лутугін» (1957; 1961);
- «Блакитна весна» (1958);
- «Біля пірса» (1959),
- «Роки молодії» (1960);
- «Від могили Тараса» (1961);
- «Серед квітів» (1962);
- «Гамалія» (1964);
- «Пролетарський гімн» (1967).

мозаїки
- «Ковалі» (1960—1970);
- «Шахтар» (1961);
- «Будівельниця» (1962—1966);
- «Радянський паспорт» (1965, за Володимиром Маяковським).

декоративні панно і плафони
- «Тріумф шахтарської праці» у Будинку техніки Луганська (1955);
- «Творці» у Будинку культури будівельників Луганська (1960—1962; у співавтостві з Ігорем Паничем та Євгеном Полонським);
- «Героїчному комсомолу — слава!» у Будинку культури «Юність» у місті Молодогвардійську (1963; у співавторстві з Ігорем Паничем та Євгеном Полонським).

Брав участь у республіканських виставках з 1960 року. Персональна пройшла у Ворошиловграді у 1968 році.